# Ignazio Capizzi
Ignazio Eustachio Capizzi (* 2. September 1708 in Bronte; † 27. September 1783 in Palermo) war ein italienischer römisch-katholischer Geistlicher aus Sizilien.

## Leben
Capizzi gründete das Collegio Capizzi, ein Institut zur Ausbildung von Jugendlichen, in Bronte. Er wurde bekannt durch seinen Einsatz für Jugendliche, Alte, Kranke und Arme. In Sizilien war er Volksprediger.
Sein katholischer Gedenktag ist der 27. September.
Der Seligsprechungsprozess wurde 1819 eingeleitet und der „heroische Tugendgrad“ von Ignatius Capizzi 1858 bestätigt, aber die Seligsprechung blieb noch aus.